# Culinária do Uzbequistão
A culinária do Uzbequistão é dominada pelo plov, uma preparação à base de arroz, como acontece noutros países da Ásia Central, como no Tadjiquistão, em que o plav é considerado prato nacional deste país, ou o palau do Afeganistão. Existem evidências arqueológicas de que o arroz já era cultivado nesta região no terceiro milénio a.C.; o historiador grego Estrabão (século I a.C.) também registou o cultivo deste cereal nos vales dos rios Amu Dária e Sir Dária, nesta mesma região. 
No Uzbequistão, o plov é tradicionalmente preparado salteando carne de carneiro ou borrego na própria gordura, após o que se adiciona cebola, até esta ficar frita, depois alho, cenoura e vários condimentos, deixando estufar; esta preparação tem o nome de "zirvak". Finalmente junta-se o arroz e água ou caldo e deixa-se cozer em fogo brando. Os condimentos incluem cominho e coentro em grão, uva-espim (um pequeno fruto silvestre ácido e perfumado), folhas de Tagetes (cravo-de-burro, cravo-de-defunto ou "marigold" em inglês), malagueta e pimenta; podem também juntar-se cabeças de alho e grão-de-bico quando o arroz está a cozer. Em ocasiões especiais, o plov leva ainda damasco seco, e passas de uva.
Há alguns séculos, o plov era servido quase diariamente nas casas abastadas, pelo menos uma vez por semana, geralmente à sexta-feira, nas casas onde isso era possível, enquanto que os pobres só o consumiam em grandes festas, como casamentos. A cozinha uzbeque é tradicionalmente o “reino” da mulher, mas o plov é normalmente feito pelos homens. Há mais de 50 variedades de plov, entre as quais as de Corásmia ou Samarcanda, em que se usa marmelo, e a de Bukhara, em que a carne utilizada é de galinha. As codornizes ou a carne de cavalo, especialmente na forma de kazi, uma salsicha típica, também podem ser empregues e, em termos de vegetais, a batata, a cenoura e os grãos (como grão-de-bico ou ervilha) também são usadas em diferentes variedades.
O plov é servido em grandes pratos de cerâmica, com os pedaços de carne por cima do arroz mas, em tempos mais antigos, era dado a cada hóspede sobre um pão, o lepeshka. Um acompanhamento obrigatório do plov são as saladas, feitas com vegetais frescos ou em picles, frutas e bagas silvestres, temperadas com ervas aromáticas.
O chá também não pode faltar na mesa uzbeque. Na região de Tashkent, o preferido é o chá preto, mas noutras províncias bebe-se mais o chá verde (kok choi). Há um ritual específico para servir o chá: a dona-da-casa escalda o bule (sempre de cerâmica) à frente dos hóspedes; depois, com uma colher especial, deita as folhas de chá dentro do bule e finalmente, água fervente. O chá é servido em pialas (pequenas chávenas sem asa), deitando o chá na piala e novamente para o bule três vezes; a quantidade de chá é muito pequena, para evitar que o hóspede se queime. Com o chá, oferece-se açúcar cristalizado (navat), mel e doces.

## Doces[2]
- Kholvaitar (halva líquida, feita com roux misturado com xarope de açúcar)
- Nishalda (doce de claras de ovos batidas com água de alcaçuz e xarope de açúcar frio)
- Un talkon (doce de roux feito com farinha e gordura de carneiro, misturado com açúcar quando frio; servido ao pequeno-almoço)
- Shakarli bodom (amêndoas doces)
- Magiz kholva (amêndoas de alperce doces)
- Khorazm pahlamasi (baclava de Corásmia)
- Anjir murrabossi (doce de figo)
- Bekhi murrabossi (doce de marmelo)